# Ederson Trinidad Lopes
Ederson Trinidad Lopes (31 de diciembre de 1984) es un futbolista brasileño que se desempeña como delantero.
Jugó para clubes como el Taboão da Serra y Thespakusatsu Gunma.

## Estadísticas

### Clubes
Actualizado al último partido disputado el 23 de noviembre de 2014.
| Club                           | Div.          | Temporada     | Liga  | Liga  | Copas nacionales | Copas nacionales | Copas internacionales | Copas internacionales | Copas estatales | Copas estatales | Total | Total |
| Club                           | Div.          | Temporada     | Part. | Goles | Part.            | Goles            | Part.                 | Goles                 | Part.           | Goles           | Part. | Goles |
| ------------------------------ | ------------- | ------------- | ----- | ----- | ---------------- | ---------------- | --------------------- | --------------------- | --------------- | --------------- | ----- | ----- |
| C. A. Taboão da Serra · Brasil | 3.ª (SA)      | 2011-12       | —     | —     | ―                | ―                | ―                     | ―                     | 13              | 4               | 13    | 4     |
| C. A. Taboão da Serra · Brasil | Total club    | Total club    | 0     | 0     | 0                | 0                | 0                     | 0                     | 13              | 4               | 13    | 4     |
| Thespa Gunma Japón             | 2.ª           | 2012-13       | 20    | 4     | 1                | 0                | ―                     | ―                     | —               | —               | 21    | 4     |
| Thespa Gunma Japón             | 2.ª           | 2013-14       | 12    | 3     | —                | —                | —                     | —                     | —               | —               | 12    | 3     |
| Thespa Gunma Japón             | Total club    | Total club    | 32    | 7     | 1                | 0                | 0                     | 0                     | 0               | 0               | 33    | 7     |
| Total carrera                  | Total carrera | Total carrera | 32    | 7     | 1                | 0                | 0                     | 0                     | 13              | 4               | 46    | 11    |